# Besançon

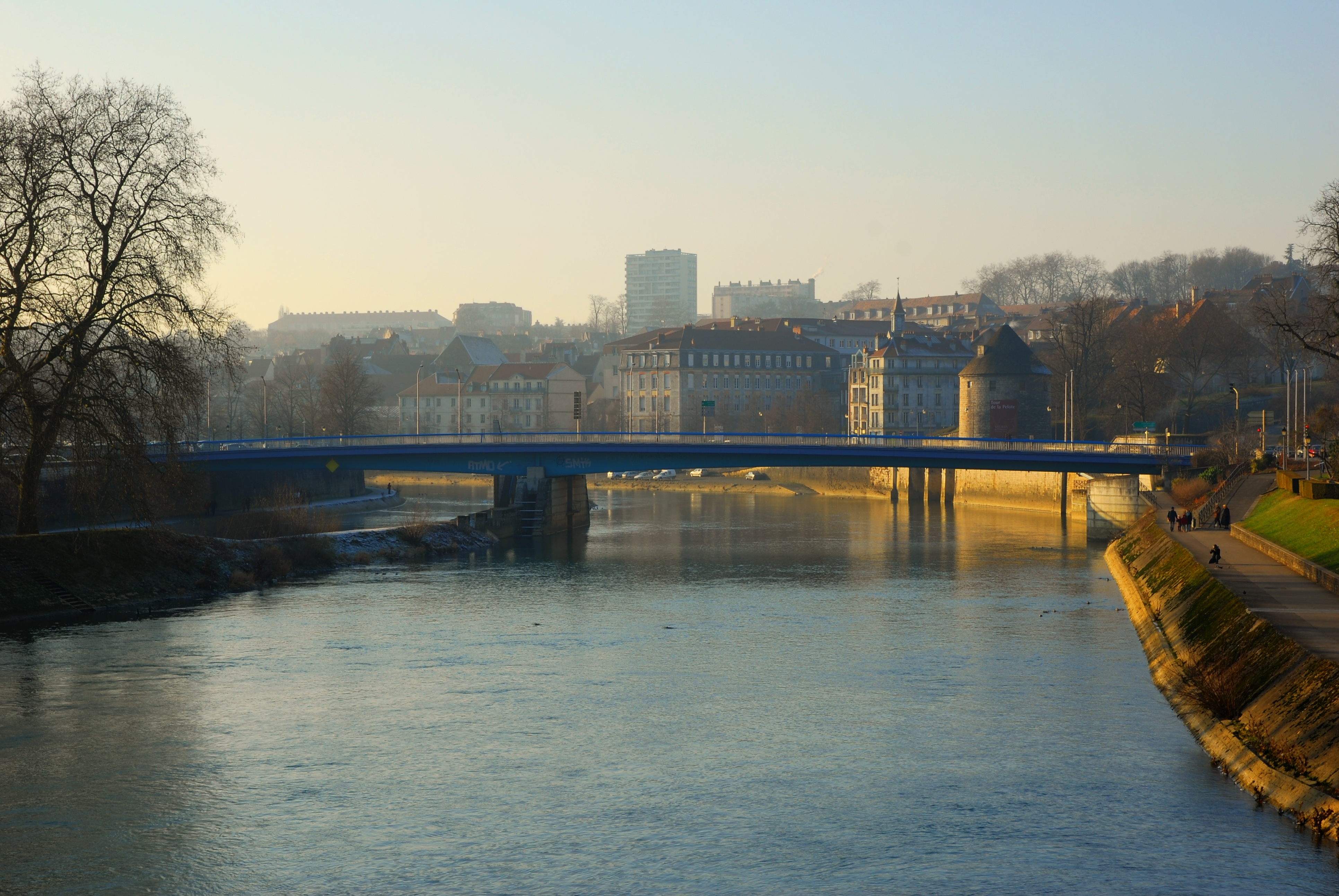
Látkép a városra a Doubs folyóról

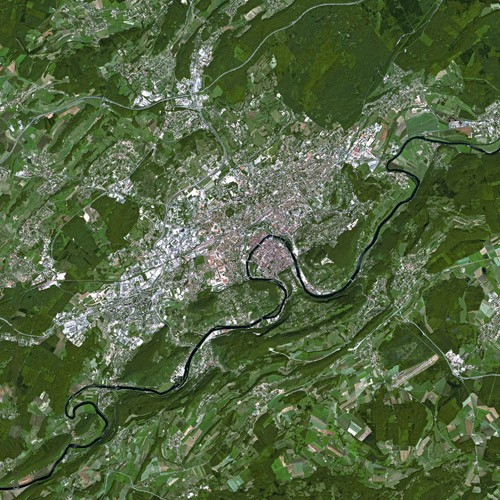
Besançon

Besançon (kiejtés: bəzɑ̃ˈsɔ̃) nagyváros Franciaország keleti részén, Burgundia-Franche-Comté régió Doubs megyéjének székhelye (prefektúra), valamint a régió regionális tanácsának (conseil régional) székhelye. Franciaország kulturális és történelmi városa címet viseli. A várost a Doubs folyó patkó alakban öleli körbe.

## Története
Amikor 926-ban eljutottak idáig a magyarok, felgyújtották az akkor már gazdag várost. Igaz, korábban is megtámadták már az erre vetődő alemannok és más törzsek. A kalandozó magyarok lerombolták Besançont. A francia népi etimológia innen származtatja a vadembert, emberevő óriást jelentő „ogre” szót, mégpedig a hongrois, vagyis magyar szó eltorzulásából. Valójában a szó a latin orcus, azaz pokolbeli istenség származéka, de tény, hogy eleink nem bántak kesztyűs kézzel Besançon lakosaival.
A város Vesontio néven volt megerődített város a rómaiak idején, s már a II. században eljutott ide a keresztény hit. Amikor már szabadon működhetett az egyház, ez lett központja a Jura vidéknek. A XI. században már érsekség volt, amely feudális jogot is kapott. A város volt burgundiai, osztrák, spanyol uralom alatt, végül a XVII. században került Franciaországhoz, akkor tették meg a terület fővárosává és XIV. Lajos várépítője, Vauban mindjárt meg is erődítette.

## Látnivalók

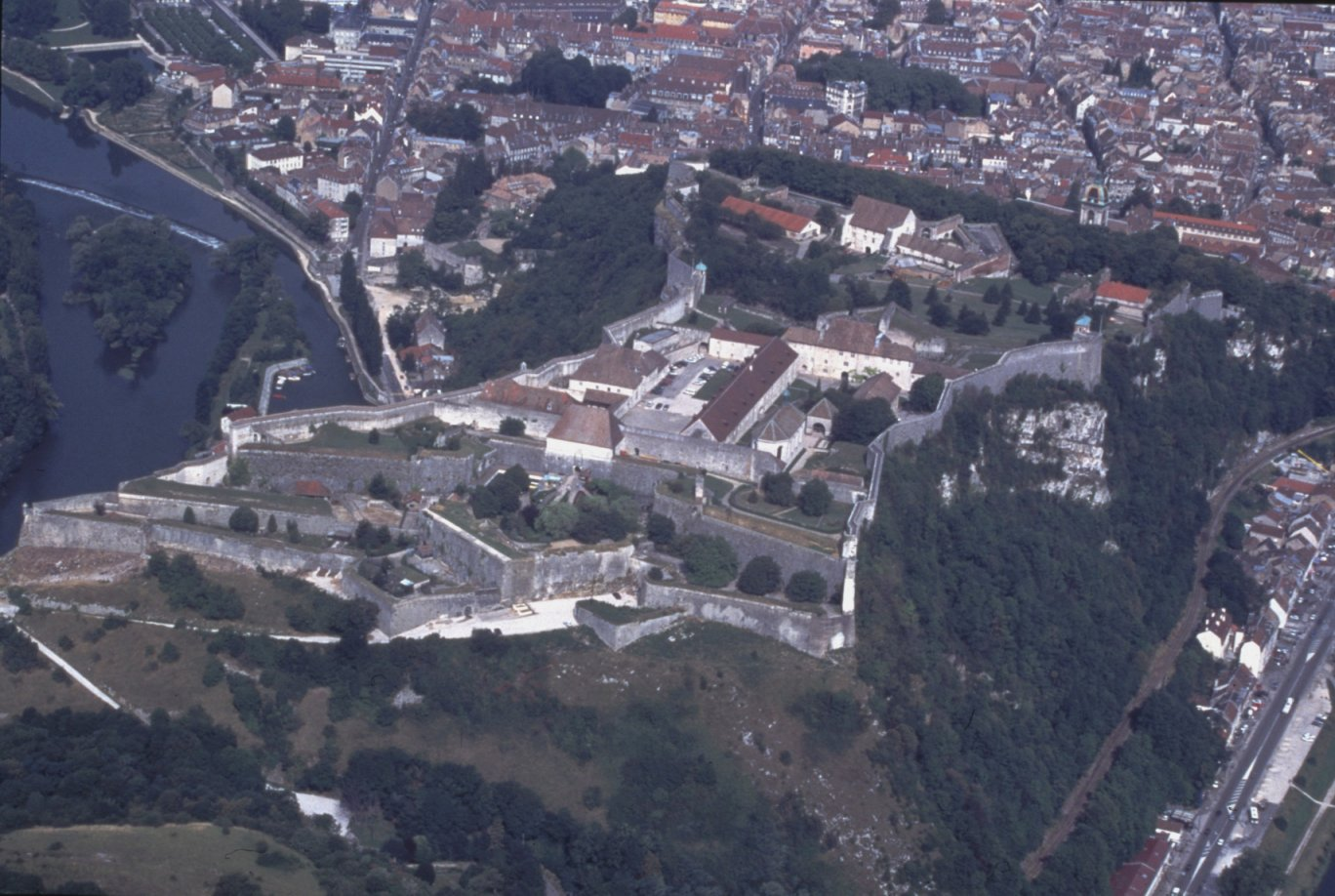
A fellegvár madártávlatból

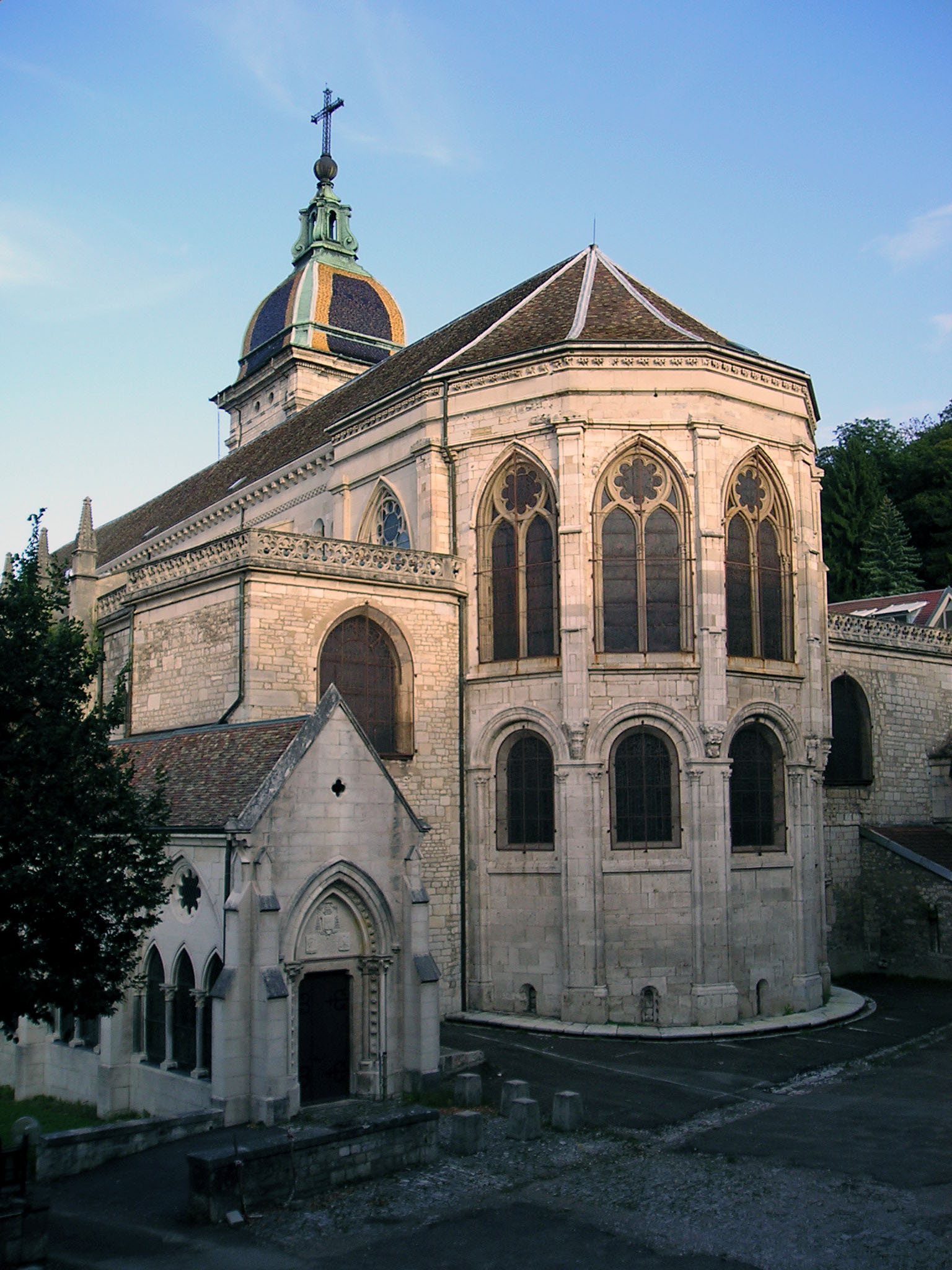
Carhédrale St-Jean

- Citadelle – a folyó alkotta patkó legszűkebb részén magas domb emelkedik, tetején a fellegvár vigyázza a bejáratot, csak a folyóparton, illetve a túloldalról lehet bejutni a patkó végében lévő belvárosba. A fellegvár Vauban építése, de már a római korban is volt itt templom és erőd, a folyóvölgy fölött 118 méterrel. A későbbiekben a Doubs jobb partján lévő hegyekre is épült erődítés. A vár alsó teraszát védő falakon keskeny kapu vezet keresztül. A felső vár nagyjából négyszög alakú, újabb fal veszi körül, saroktornyokkal, a bástya tetején végig lehet menni a bejárattól jobbra álló Tour de la Reine-től a bal oldali Tour du Roi toronyig. A felső várban kapott helyet a Musée du Folklore Comtois néprajzi múzeum, a Musée d’Historie Naturale természettudományi múzeum, egy akvárium és egy kis állatkert, valamint a Musée de la Résistance et de la Déportation, a francia ellenállás helyi múzeuma. A náci német megszállók a vár területén végezték ki Doubs ellenállási mozgalmának elfogott tagjait. Az alsó várban kis mezőgazdasági múzeum van.
- Hôtel de ville – a városháza, 1573-ban fejezték be építését, kapuját a város jelképe, az antik oszlopokat tartó sasmadár díszíti. Ettől jobbra szép díszkút van a falban, ebben a forradalomig a német-római császár, V. Károly szobra állt.
- Église St-Pierre – XVIII. századi templom.
- Palais de Justice – XVI. századi épület. Jellegzetesen burgundiai homlokzata Hugues Sambi, a kor egyik jelentős mesterének a munkája.
- Hôtel St-Jacques – XVII. századi épület.
- Palais Granvelle – egy nagyhatalmú család palotája volt, 1534-1540 között építtette Nicolas Perrenot de Granvellle, V. Károly császár kancellárja. A Musée Historique de la Franche-Comté, a történettudományi múzeum kapott helyet benne.
- Bibliothèque municipale – a városi könyvtár, egy XVIII. századi palotában kapott helyet. A negyedmillió kötetes könyvállomány mellett ezer kódexet és ősnyomtatványt, 12 000 lapból álló metszet- és rajzgyűjteményt, 200 festményt és szobrot őriz.
- Porte Noire – az időtől megfeketedett régi római diadalkapu a II. század végén épült, valószínűleg Marcus Aurelius császársága idején.
- Porte Rivotte – a XVI. századi városfal egyik kapuja.
- Palais épiscopal – a püspöki palota XVIII. századi épülete.
- Victor Hugo szülőháza
- A Lumière fivérek szülőháza
- Cathédrale St-Jean - a városi katedrális nagy része a XII. században épült.
- Hôtel Boitouset – XV. Lajos korabeli palota, az érsekség székhelye.
- Musée des Beaux-Arts – az ország egyik legrégebbi múzeuma, az egykori gabonakereskedelmi csarnokban található, melyet Louis Miquel építőművész alakított át belülről.

## Testvérvárosok
- - Tver
- - Freiburg im Breisgau
- - Kuopio
- - Huddersfield
- - Bielsko-Biała
- - Neuchâtel
- - Beszterce
- - Pavia
- - Hadera
- - Douroula
- - Man
- - Charlottesville